# Bhois
Els bhois són un subgrup del khasis que viuen principalment al districte de Ri Bhoi a Meghalaya; parlen el dialecte bhoi una de les llengües khasis, però generalment estudien en khasi. Els bhois, com els altres grups khasis, segueixen el sistema matrilineal; els nois porten el títol de la mare i és aquesta la que administra totes les propietats de la família. Tenen algunes danses pròpies: la Ka Shad Sajer, dansa cerimonial que es balla anualment a Nongbah (Raid Nongpoh); tenen altres danses entre les quals la Ka Shad Shohkba, la Ka Shad Krud Ksing, la Ka shad Lakympong, la Lukhmi de Namsha, etc.